# La dea del successo
La dea del successo (The Muse) è un film del 1999, diretto da Albert Brooks, con Sharon Stone.

## Trama
Uno sceneggiatore hollywoodiano, Steve Phillips, licenziato dal giovane direttore degli studios per i quali lavora perché ha esaurito la sua "vena" creativa, stringe un patto con una vera Musa, Sarah, arrivata a Hollywood direttamente dall'Olimpo. Una musa, gli spiega Sarah quando finalmente accetta di incontrarlo su invito di un suo amico e collega, non fa un vero e proprio lavoro ma aiuta gli autori a entrare in contatto con la loro creatività. In cambio chiede vitto, ospitalità, una macchina con autista e la disponibilità telefonica di Steve 24 ore su 24. È ovvio che queste condizioni non susciteranno il plauso incondizionato di Laura, la moglie di Steve, che finirà comunque col diventare amica per la pelle della Musa e, per Steve, la vita non sarà più quella di prima.